# 趙鶴 (弘治進士)
趙鶴（1468年—？），字叔鳴，號具區，直隸揚州府江都縣人，民籍，明朝政治人物。

## 生平
弘治五年（1492年）壬子科應天鄉試第三十三名舉人，九年（1496年）丙辰科二甲第二十五名進士。授戶部主事，升員外郎、郎中，十八年（1505年）七月上言七事，升金華府知府，正德三年（1508年）五月以事忤劉瑾降南安府同知，六年（1511年）正月官員考察，十一月升山西按察司副使，丁憂歸。服闋，十年（1515年）閏四月復除山東按察司僉事，十五年（1520年）六月官員考察，以不謹冠帶閑住。

## 著作
趙鶴生平嗜學不倦，晚年註釋諸經，考證歷代史料。著有《書經會註》、《維揚郡乘》、《具區文集》、《金華正學編》、《金華文統》等書。

## 家族
曾祖趙彥和；祖父趙恕；父趙純。母紀氏；繼母張氏。具慶下。兄趙鸞、趙鵬、趙鵾，弟趙鵠、趙鳶、趙鶺、趙鴒。